# Zlaté Hory
Zlaté Hory (1869–1948 Cukmantl, německy Zuckmantel, polsky Złote Góry, slezsky Cukmantel, Złote Gůry, latinsky Cucmantel) jsou slezské město ležící na severovýchodě okresu Jeseník při hranicích s Polskem na Zlatém potoce. Žije zde přibližně 3 700 obyvatel. Z města vede lokální železniční trať, která se v Mikulovicích napojuje na trať do Jeseníka. Zlaté Hory tvoří přirozené centrum mikroregionu Zlatohorsko. Jde o významné poutní místo a turisticky atraktivní lokalitu.
Sousedními obcemi sídla jsou Mikulovice, Jeseník, Heřmanovice a Petrovice.

## Název
Původní jméno Zuckmantel souvisí s největší pravděpodobností s hornickou činností. Německý slovník autorů Grimmů  vysvětluje výraz Zucken: „když muž poklepe mlátkem na skálu, je slyšet tlumený zvuk, když je hornina rozpukaná v místě úzkého přechodu tam, kde ruda prostupuje do skály.“ Slovo mantel je v němčině v hornických výrazech velmi frekventované. V témže slovníku je prezentováno jako „kabát v hornictví, ale také lem, či úzký přechod tam, kde je ruda vsazena do minerálu.“ Často znamená také příkrov jalové horniny kryjící rudnou žílu. 
V 15.–17. století se město nazývalo též Edelstadt podle blízkého hradu Edelstein. Dnešní české jméno dáno po druhé světové válce podle někdejší místní těžby zlata.

## Poloha
Město Zlaté Hory sousedí na severu s Polskem (gmina Głuchołazy), na západě s obcí Mikulovice a městem Jeseník, na jihu s obcí Heřmanovice a na východě s obcí Petrovice. Od okresního města Jeseník je vzdáleno 25,5 km a od krajského města Olomouc 100 km.
Geomorfologicky patří Zlaté Hory k provincii Česká vysočina, subprovincii krkonošsko-jesenické (sudetské), oblasti jesenické (východosudetské), geomorfologickému celku Zlatohorská vrchovina, podcelkům Bělská pahorkatina, Rejvízská hornatina a Hynčická hornatina). Nejvyšší horou je Orlík (1204 m n. m.) na katastru Horního Údolí, dalšími významnými vrcholy jsou např. Biskupská kupa (889 m n. m.) s rozhlednou, Zámecký vrch (702 m n. m.) s hradem Edelštejnem, Příčný vrch (975 m n. m.), Zámecký pahorek (868 m n. m.), Zámecký vrch (934 m n. m.) s hradem Koberštejnem, Jelení hora (878 m n. m.), Stará hora (1043 m n. m.), Kazatelny (926 m n. m.), Přední Jestřábí (868 m n. m.), Bílý kámen (613 m n. m.), Strážisko (610 m n. m.).
Území Zlatých Hor patří do povodí Odry, resp. Kladské Nisy a Opavy. Samotným městem protéká severním směrem Zlatý potok (polsky Złoty Potok), do kterého zleva ústí např. Modrý potok, Černý potok a již na polském území Skřivánkovský potok a zprava Jelení potok. Na Černém potoce je Černé jezero, na Skřivánkovském potoce Selský rybník a na Zlatém potoce poblíž státní hranice Zlaté jezero. V Horním Údolí pramení potok Olešnice (polsky Bialka), který dále teče severním směrem skrze Dolní Údolí a Ondřejovice a před Salisovem do něj zprava ústí potok Javorná, protékající stejnojmennou osadou. Většinu rejvízských mokřin, zejména Velké mechové jezero, odvodňuje Vrchovištní potok směřující na západ. Na katastru Horního Údolí pod horou Orlík pramení Černá Opava, která obtéká Zámecký vrch s hradem Koberštejnem, odvodňuje mj. rejvízské Malé mechové jezero a pokračuje jižně na Vrbno pod Pradědem.
Území města pokrývá z 21 % zemědělská půda (5 % orná půda, 14 % louky a pastviny) a z 71,5 % les.

## Části obce
- Zlaté Hory (k. ú. Zlaté Hory v Jeseníkách)
- Dolní Údolí (k. ú. Dolní Údolí)
- Horní Údolí (k. ú. Horní Údolí)
- Ondřejovice (k. ú. Ondřejovice v Jeseníkách)
- Rejvíz (k. ú. Rejvíz)
- Rožmitál (k. ú. Zlaté Hory v Jeseníkách)
- Salisov (k. ú. Ondřejovice v Jeseníkách)

## Historický přehled

### Středověk
Do dosud neobydlené země na severním předhůří Jeseníků dorazila začátkem 13. století současně kolonizace prováděná vratislavskými biskupy (konkrétně biskupem Vavřincem, 1207–1232) směrem od biskupského hradu Otmuchova a moravským markrabětem Vladislavem Jindřichem, bratrem českého krále Přemysla Otakara I., směrem od Opavy a Krnova. Kolem roku 1220 byly objevena zdejší ložiska zlaté rudy, nacházející se blízko povrchu a umožňující dobývání v povrchových, tzv. „měkkých“ dolech. Rovněž z potoků, včetně říčky Bělé, bylo možné získávat zlato rýžováním. Těžbu zde zahájil vratislavský biskup Vavřinec Doliveta, avšak roku 1222 doly obsadil markrabě Vladislav Jindřich, který je neodevzdal zpět biskupovi ani poté, co v jeho neprospěch rozhodla rozhodčí komise jmenovaná papežem Honoriem III. a složená z vesměs polských církevních hodnostářů. Téhož roku však markrabě zemřel a jeho dědicem se stal sám český král Přemysl Otakar I.
O těchto skutečnostech se dozvídáme z papežova listu z 27. ledna 1224, ve kterém papež krále žádá o vrácení zlatých dolů vratislavským biskupům. Je velmi pravděpodobné, že v té době existovala již jak hornická osada v místě pozdějšího města Zlaté Hory, tak hrad Edelštejn založený biskupem k ochraně dolů. Výslovně se však osada zmiňuje až v roce 1263 jako „Cucmantel“ (odtud německé Zuckmantel a počeštěné Cukmantl) a hrad Edelštejn dokonce až v roce 1281. Zřejmě někdy koncem 13. století vznikl nad městem i další hrad, zvaný Leuchtenštejn; je možné, že jej dal postavit vratislavský biskup náhradou za ztracený Edelštejn, stejně jako dnešní Hlucholazy vznikly náhradou za Zlaté Hory.

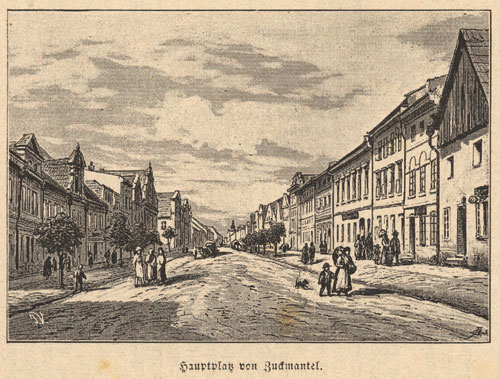
Hlavní náměstí v Cukmantlu koncem 19. století

Sporů o hrad a město využili před rokem 1280 loupežní rytíři Ota a Oldřich z Linavy, kteří se jich zmocnili a pustošili i okolní biskupské majetky. Proto od nich hrad i osadu odkoupil opavský kníže Mikuláš I., nemanželský syn Přemysla Otakara II., a odevzdal je roku 1281 vratislavskému biskupu Tomáši Zarembovi (1270–1292). Ten se však dostal do sporu s vratislavským knížetem Jindřichem IV. Probem, který hrad dobyl a spolu se vsí a doly prodal opět Mikuláši I. Opavskému, který si je tentokráte ponechal. Zlaté Hory pak náležely až do roku 1477 k Opavsku.
Dolování se mezitím úspěšně rozvíjelo a roku 1306 obdržela ves Cukmantl městská práva dle magdeburského vzoru. Později město obdrželo i horní právo. Roku 1330 se prvně připomínají ražené štoly. V roce 1339 Jan Lucemburský město i s hradem Edelštejnem opavskému knížeti Mikuláši II. odebral (tehdy se zde poprvé zmiňuje kostel), avšak o 22 let později Karel IV. Cukmantl vrací nazpět. V letech 1377 až 1394 byl hrad Edelštejn centrem Hlubčicka. Roku 1443 získalo město mincovní právo. Za husitských válek město a okolí příliš neutrpělo. 24. června 1428 se však na Edelštejně sešla slezská knížata k poradě o společném postupu proti husitům.
Poslední opavský kníže z rodu Přemyslovců, Václav IV. Opavský, zastavil roku 1440 město Cukmantl i s doly a Edelštejnem knížeti Bolku V. Opolskému zvanému „Husita“ († 1460). Hrad v roce 1446 vyhořel a v něm shořela i městská práva. V roce 1465 panství od Bolkova bratra Mikuláše I. Opolského vyplatil Jiří z Poděbrad a připojil opět k Opavsku. Již o dva roky později však vojsko vratislavského biskupa a niského knížete Jošta z Rožmberka dobyla a pobořila hrad Edelštejn, ten už pak nebyl obnoven. Místo něho měl být ve městě opevněn zdejší kostel. V roce 1474 udělil uherský král Matyáš Korvín hrad i Cukmantl biskupovi lénem jakožto český král. Roku 1477 pak biskupové panství i formálně odkoupili od synů a dědiců Jiřího z Poděbrad a stali se tak na několik staletí jeho majiteli. Město se tak stalo součástí Niského knížectví.

### 16. století
Vratislavští biskupové nejprve Cukmantl s doly zastavovali (1488 Heinz Reibnitz a Hanns Böttner, 1493 Hanns Nimptsch), avšak biskup Jan IV. Turzo (1506–1520), sám pocházející z uherského magnátského rodu zbohatlého hornickým podnikáním, zástavu ihned vykoupil a roku 1510 udělil městu nový horní řád. S ním začíná největší rozkvět zlatohorského dolování. Od Hlucholaz se začíná razit tzv. Tříkrálová štola o délce skoro 6 km. Velmi se o rozvoj dolování zasloužil též biskup Baltazar z Promnic (1539–1562). Zlatohorské zlato slouží k ražení biskupské mince, která se stala rozšířeným platidlem; vedle zlata se těží i měď, olovo a cín. V letech 1590 a 1591 byly nalezeny dva valouny zlata o hmotnosti 1,385 a 1,78 kilogramů, které byly věnovány do sbírky kuriozit císaře Rudolfa II. Od roku 1601 však výtěžek těžby zlata začíná upadat a její význam přebírá těžba mědi.
V roce 1579 se ve městě připomíná kostel sv. Valentina s farou. Cukmantlem od 50. let 16. století procházela poštovní trasa z Olomouce přes Nisu do Vratislavi a roku 1586 se zde prvně zmiňuje pošta, později významná instituce města.

### 17. a 18. století

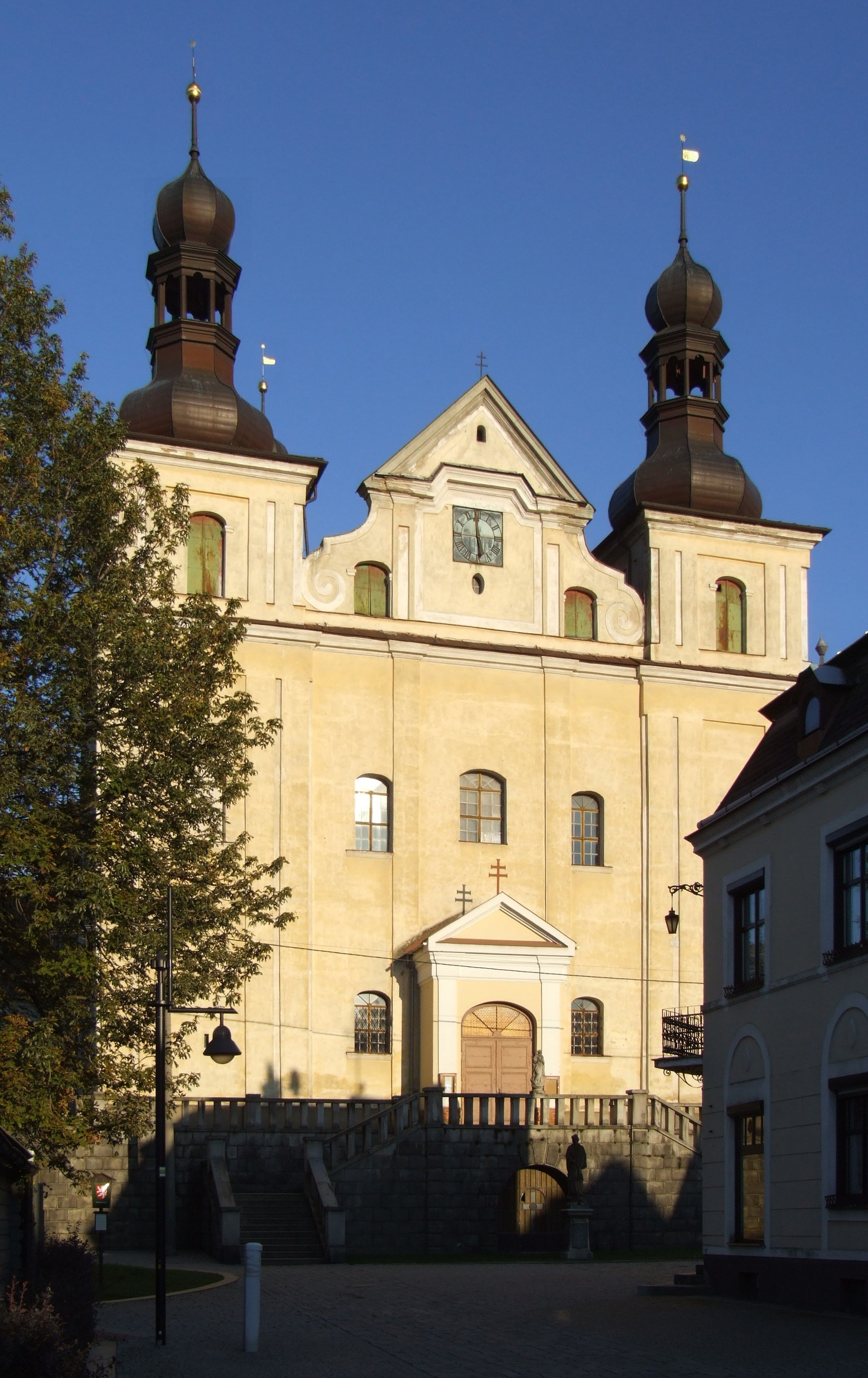
Farní kostel Nanebevzetí Panny Marie

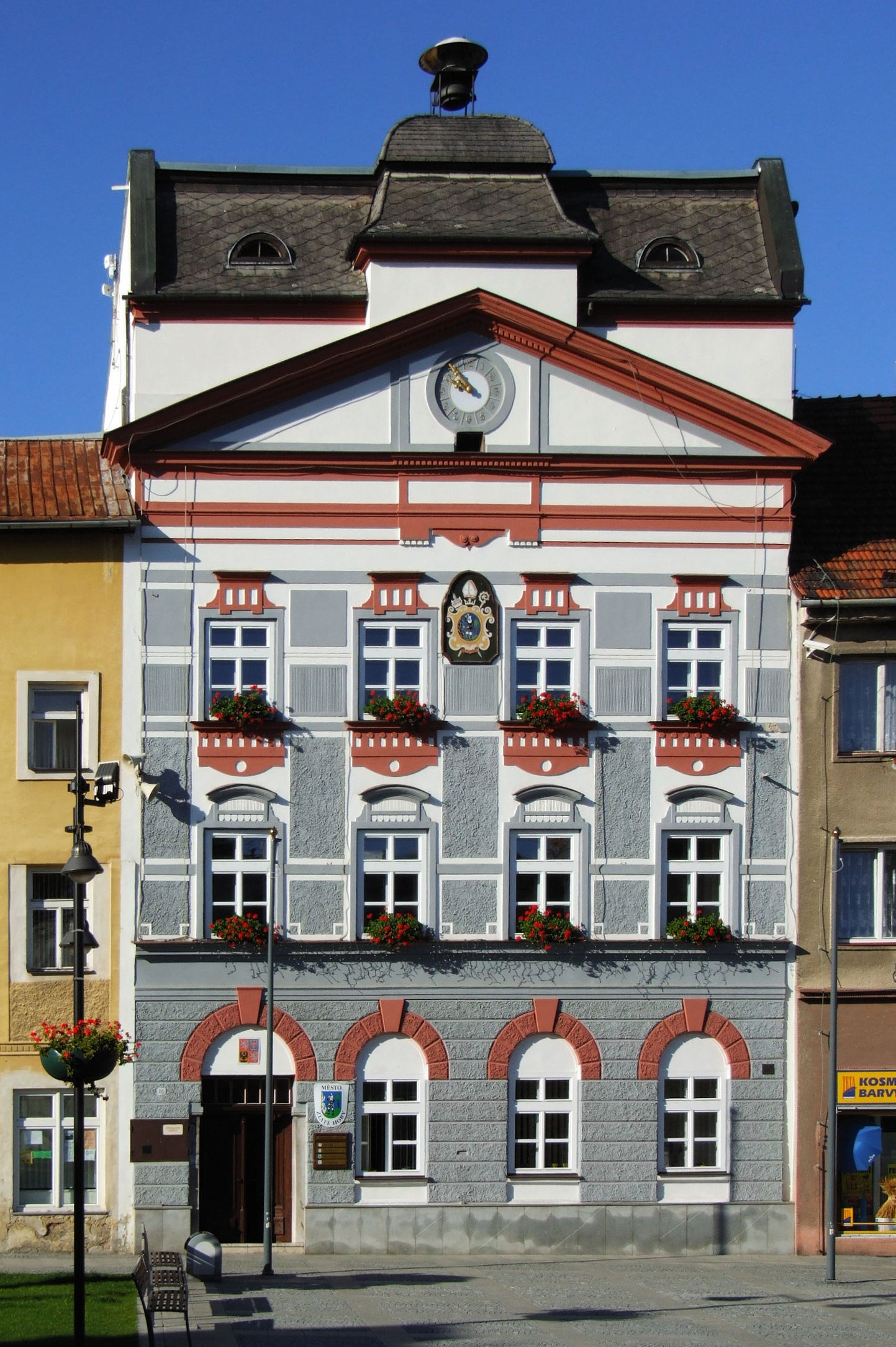
Radnice

V 17. století dochází k úpadku dolování i města samotného. Za třicetileté války Švédové obsazují a rabují město. Po válce následují čarodějnické procesy, při kterých bylo ve městě upáleno kolem 85 osob. Pro upalování byla postavena i speciální pec. 
Cukmantl (někdy nazývaný také jako Edelstadt) postihlo i několik velkých požárů. V roce 1656 je biskupská mincovna přeložena do Nisy. Roku 1661 se začala nad městem stavět kaple sv. Rocha, dokončená o pět let později. V 18. století dochází k rozmachu tkalcovství, i když se stále doluje. Dle údajů z roku 1733 je poměr tkalců k horníkům 191 ku 50.
Významnou institucí města byla pošta (do roku 1841 byla jediná v rakouské části Niského knížectví). V 17. století se v úřadě poštmistra střídali příslušníci rodiny Nentwigů, kteří nechali roku 1698 vystavět barokní budovu dnešní pošty, nejvýstavnější civilní budovu ve městě – zde se například roku 1766 ubytoval císař Josef II. Podobně zastávali týž úřad po celé 19. století Richterové.
V roce 1727 byla postavena na svahu Příčného vrchu dřevěná kaple Panny Marie, základ pozdějšího významného poutního místa. 22. června 1741 je město na příkaz pruského krále Bedřicha II. Velikého vypáleno Prusy – shořelo přes 300 domů. O rok později se z Cukmantlu stalo pohraniční město. To znamenalo i zřízení cukmantelské fary u zdejšího kostela Nanebevzetí Pany Marie. Hornictví již tehdy téměř zaniklo a v roce 1752 město přichází o horní privilegia, sestávající zejména z osvobození od daní. O obnovení těžby se pak v letech 1755 až 1784 pokoušel ve vlastní režii biskup Filip Gotthard Schaffgotsch, ale dolování se ukázalo jako ztrátové. Za sedmileté války došlo v roce 1759 v okolí Cukmantlu ke střetům mezi Rakušany a Prusy, Prusové byli odraženi. K ještě většímu střetnutí došlo 14. ledna 1779 za války o bavorské dědictví, i tentokrát byli Prusové u kaple sv. Rocha odraženi. 30. října 1756 se v Cukmantlu narodila matka hudebního skladatele Franze Schuberta Elizabeth Vitzová. V roce 1783 byla založena ve městě společnost pro péči o chudé.

### 19. a 20. století
V roce 1839 bylo zavedeno v Cukmantlu osvětlování ulic a o dva roky později byla postavena silnice do Heřmanovic. O 20 let později ji následovala silnice do Petrovic. Na železnici bylo město napojeno roku 1896 a železnice ve městě také končí. Plány na prodloužení tratě se neuskutečnily. V letech 1864 až 1889 sídlil ve městě okresní finanční inspektorát. Od roku 1844 probíhaly opět pokusy o obnovu dolování. Pokusy o obnovu železných a měděných rud byly činěny v letech 1855 až 1878 a 1879 až 1903. Hornická činnost pak ustala v roce 1883, nikoliv však definitivně. V roce 1859 bydlelo v Cukmantlu 4100 obyvatel a stálo zde 529 domů. Město mělo značný průmyslový potenciál, který se ale po roce 1918 a 1945 vzhledem k nevýhodné poloze postupně snižoval. Nejvýznamnějším odvětvím se postupně stal průmysl kamene, respektive opracování žuly a mramoru. Největším závodem bylo kamenictví, brusírna a leštírna kamene A. Förstera založené roku 1860 (1867), které mělo roku 1915 300 zaměstnanců a několik filiálek v okolí. Po roce 1945 zestátněno. Dále kamenictví, brusírna a leštírna kamene J. Förstera založená roku 1896, které mělo roku 1930 60 zaměstnanců. Existovalo zde několik dalších kamenictví. K roku 1930 zde bylo ústředí Západoslezského žulového průmyslu.
Textilní průmysl byl zastoupen v letech 1804 až 1845 manufakturou J. Münzbergera, pak byla největším textilním podnikem tkalcovna hedvábí, bavlny a lnu J. Andensamera, založená roku 1898, která měla roku 1921 300 zaměstnanců. Ta se stala roku 1948 národním podnikem a byla převedena na lněnou výrobu v rámci Moravolenu Šumperk. Od roku 1853 zde působila továrna na nitě, barvírna a bělírna Brauner a Fuchs. K roku 1908 se zmiňuje koželužna. Dále od stejného roku továrna na nitě K. Kolesa a od roku 1882 továrna na plstěnou obuv J. Spiller. Roku 1923 založena výroba jízdních kol firmy Fuchs. Vyráběla se tu i tzv. lesní vlna z jehličí, obuvnické svršky, obuv, pletené zboží, štětce atp. Byla zde výroba likérů, lihovin a i sodovky. Pila a hoblárna B. Manlich a další pily.
K roku 1848 a 1938 se připomíná městská cihelna, od roku 1905 zde byla městská plynárna, později i vodárna. K roku 1900 se připomíná městská nemocnice a k roku 1893 chudobinec. Od roku 1901 klášterní nemocnice, od roku 1908 klášterní chudobinec, od roku 1910 klášterní sirotčinec a od roku 1930 klášterní chorobinec. Další sirotčinec existoval od roku 1911 a Okresní péče o mládež od roku 1918. K roku 1908 zde byla knihtiskárna. K roku 1924 městská knihovna a od roku 1925 městské muzeum. Roku 1848 byla zřízena pošta. Od roku 1872 městská spořitelna a vícero záložen a hotelů. Od roku 1920 zde bylo stavební a bytové družstvo. Později konzum.
K roku 1848 se připomíná obecná škola, později zde byly dvě a roku 1925 měly 10 tříd. K témuž roku zde byly dvě měšťanské školy. Od roku 1872 zde byla klášterní dívčí škola a později klášterní obecná a měšťanská škola. Od roku 1886 zde byla živnostenská pokračovací škola a k roku 1925 hudební škola. Konventy: od roku 1888 jezuitského řádu, který po roce 1908 zanikl, od roku 1872 chudých školských sester a od roku 1901 sester sv. Karla Boromejského. V roce 1879 zde vznikly vodoléčebné lázně dr. Karla Anjela. V roce 1891 byl ve městě zřízen vodovod a zároveň kanalizace. O sedm let později byla na Biskupské kopě otevřena rozhledna Františka Josefa I.
V první světové válce padlo na 118 místních mužů, po válce se prakticky čistě německé město stalo součástí německého Sudetenlandu, ale zanedlouho je obsadila československá armáda. V roce 1919 zde bylo při protičeské demonstraci při srážkách s vojskem zabiti 4 Němci a několik jich bylo zraněno. K další srážce došlo 13. srpna 1920. Menšinová škola pro česky mluvící obyvatelstvo vznikla až roku 1932. V roce 1936 se zde konal celostátní sjezd Deutscher Kulturverbandu. V září 1938 zde došlo ke střetům mezi příslušníky Freikorpsu a členy Stráže obrany státu. Poté byl Cukmantl připojen ke Třetí říši a městem projížděl v říjnu i německý vůdce Adolf Hitler. Česky mluvící obyvatelstvo v počtu 126 osob muselo opustit město. V letech 1927 až 1938 zde byl inspektorát finanční stráže. Do roku 1938 bylo město sídlem okresního soudu. Dne 8. května pak město dobyla Rudá armáda.
Po válce musela převážná část německého obyvatelstva opustit město. Místo nich přišli lidé z vnitrozemí Moravy, Slovenska i Řecka. I tak však počet obyvatel znatelně klesl z předválečných 4358 na 2190 v roce 1947. 5. ledna 1948 byl změněn název města z Cukmantlu na Zlaté Hory. 29. března 1960 byly k městu připojeny dosud samostatné obce Horní a Dolní Údolí, 13. února 1964 pak i Ondřejovice a Rejvíz. Roku 1958 byla obnovena těžba polymetalických rud a později zlata. Bylo také postaveno panelové sídliště. 17. prosince 1993 vyjel z dolů poslední vozík a těžba byla definitivně ukončena. Od roku 1960 do 31. prosince 1995 bylo město Zlaté Hory v okrese Bruntál, poté přešlo do okresu Jeseník a stalo se jeho druhým největším městem.
Město je od roku 1993 členem Sdružení měst a obcí Jesenicka (SMOJ), které tvoří obce okresu Jeseník, a od roku 1997 členem Euroregionu Praděd.

### 21. století
Zlaté Hory jsou členem a současně sídlem Mikroregionu Zlatohorsko, svazku obcí vzniklého v roce 2001.
V roce 2021 začal v prostoru bývalých dolů pod Příčným vrchem probíhat průzkum na zlato, zinek, měď a další kovy, který provádí státní podnik DIAMO. K roku 2025 byly v oblasti nalezeny čtyři tuny zlata, 500 tun mědi, ale i množství zinku a gallia.

### Skřivánkov
Před 14. únorem 1959 byla součástí města také osada Skřivánkov (německy Lerchenfeld), která byla založena roku 1786. Ta pak byla na základě zákona č. 62/1958 Sb. „o konečném vytyčení státních hranic s Polskou lidovou republikou“ přisouzena Polsku v rámci hraničních úprav. Kompenzací na tomto úseku byla dosud polská osada Krasov, která je dnes součástí města Vidnavy. Dnes nese Skřivánkov polské jméno Skowronków a je součástí Hlucholaz (gminy Głuchołazy).

### Správní vývoj
- 1848 vévodství slezské, kraj opavský, Niské knížectví[20]
- od 1. ledna 1850 do roku 1855 vévodství slezské, politický okres Frývaldov, soudní okres Cukmantl
- od roku 1855 do roku 1868 vévodství slezské, smíšený okres Cukmantl
- od roku 1868 do 30. listopadu 1928 vévodství slezské / země slezská, politický okres Frývaldov, soudní okres Cukmantl
- od 1. prosince 1928 do 31. ledna 1949 země moravskoslezská, politický okres Frývaldov (od 1947 Jeseník), soudní okres Cukmantl

kromě: (20. listopad) 1938–1945 říšská župa Sudety / Reichsgau Sudetenland, vládní obvod Opava / Regierungsbezirk Troppau, Landkreis Freiwaldau, Amtsgericht Zuckmantel
- - od 31. května 1945 Slezská expozitura země Moravskoslezské
- od 1. ledna 1949 do 30. června 1960 Olomoucký kraj, okres Jeseník
- od 1. července 1960 do 31. prosince 1995 Severomoravský kraj, okres Bruntál
- od 1. ledna 1996 do 31. prosince 1999 Severomoravský kraj, okres Jeseník
- od 1. ledna 2000 Olomoucký kraj, okres Jeseník

### Vývoj počtu obyvatel
Celé město Zlaté Hory
| Rok            | 1869  | 1880  | 1890  | 1900  | 1910  | 1921  | 1930  | 1950  | 1961  | 1970  | 1980  | 1991  | 2001  | 2011  | 2021  |
| -------------- | ----- | ----- | ----- | ----- | ----- | ----- | ----- | ----- | ----- | ----- | ----- | ----- | ----- | ----- | ----- |
| Počet obyvatel | 8 021 | 8 124 | 8 108 | 7 767 | 7 604 | 6 861 | 7 471 | 3 287 | 3 879 | 4 362 | 4 556 | 4 550 | 4 507 | 4 101 | 3 413 |
| Počet domů     | 1 018 | 1 092 | 1 089 | 1 138 | 1 121 | 1 149 | 1 284 | 1 232 | 665   | 661   | 704   | 750   | 945   | 984   | 1 025 |

1. ↑  z toho: 170 Čechoslováků, 6 938 Němců; 7 331 řím. kat., 74 evang., 6 čsl., 34 izrael., 21 bez vyzn.
2. ↑  z toho: 3 924 Čechů, Moravanů a Slezanů, 246 Slováků, 48 Němců, 10 Poláků; 986 řím. kat., 12 čsl. hus., 18 evang., 27 pravosl., 2 896 bez vyzn.

Ve městě Zlaté Hory je evidováno 1202 adres : 1097 čísel popisných (trvalé objekty) a 105 čísel evidenčních (dočasné či rekreační objekty). Při sčítání lidu roku 2001 zde bylo napočteno 945 domů, z toho 721 trvale obydlených.
Část města Zlaté Hory
| Rok            | 1869  | 1880  | 1890  | 1900  | 1910  | 1921  | 1930  | 1939  | 1947  | 1950  | 1961  | 1970  | 1980  | 1991  | 2001  | 2011  |
| -------------- | ----- | ----- | ----- | ----- | ----- | ----- | ----- | ----- | ----- | ----- | ----- | ----- | ----- | ----- | ----- | ----- |
| Počet obyvatel | 4 588 | 4 574 | 4 553 | 4 327 | 4 243 | 3 862 | 4 173 | 4 358 | 2 190 | 2 089 | 2 945 | 3 386 | 3 873 | 4 042 | 4 020 | 3 295 |

1. ↑  z toho: 124 Čechoslováků, 3 830 Němců; 4054 řím. kat., 56 evang., 6 čsl., 34 izrael., 20 bez vyzn.
2. 1 2  včetně Skřivánkova

V samotných Zlatých Horách je evidováno 790 adres: 718 čísel popisných (trvalé objekty) a 72 čísla evidenční (dočasné či rekreační objekty). Při sčítání lidu roku 2001 zde bylo napočteno 616 domů, z toho 566 trvale obydlených.

### Církevní správa
Z hlediska římskokatolické církevní správy spadají:
- Zlaté Hory, Rožmitál, Dolní Údolí, Horní Údolí a Rejvíz do farnosti Zlaté Hory (farnosti Rejvíz a Horní Údolí byly mezi lety 1973 a 1994 zrušeny). Součástí farnosti je duchovní správa poutního místa Panny Marie Pomocné;
- Ondřejovice do farnosti Ondřejovice.

Obě farnosti patří do děkanátu Jeseník (do 31. prosince 2007 patřily k děkanátu Bruntál) diecéze ostravsko-opavské.
Evangeličtí věřící patří k farnímu sboru v Jeseníku. V letech 1933–45 zde existovala kazatelská stanice německé luterské církve, v roce 1949 zde byla založena kazatelská stanice ČCE, která však později zanikla. Věřící Československé církve husitské patří k náboženské obci v Jeseníku, kde se nachází rovněž farnost pro pravoslavné věřící.

## Pamětihodnosti

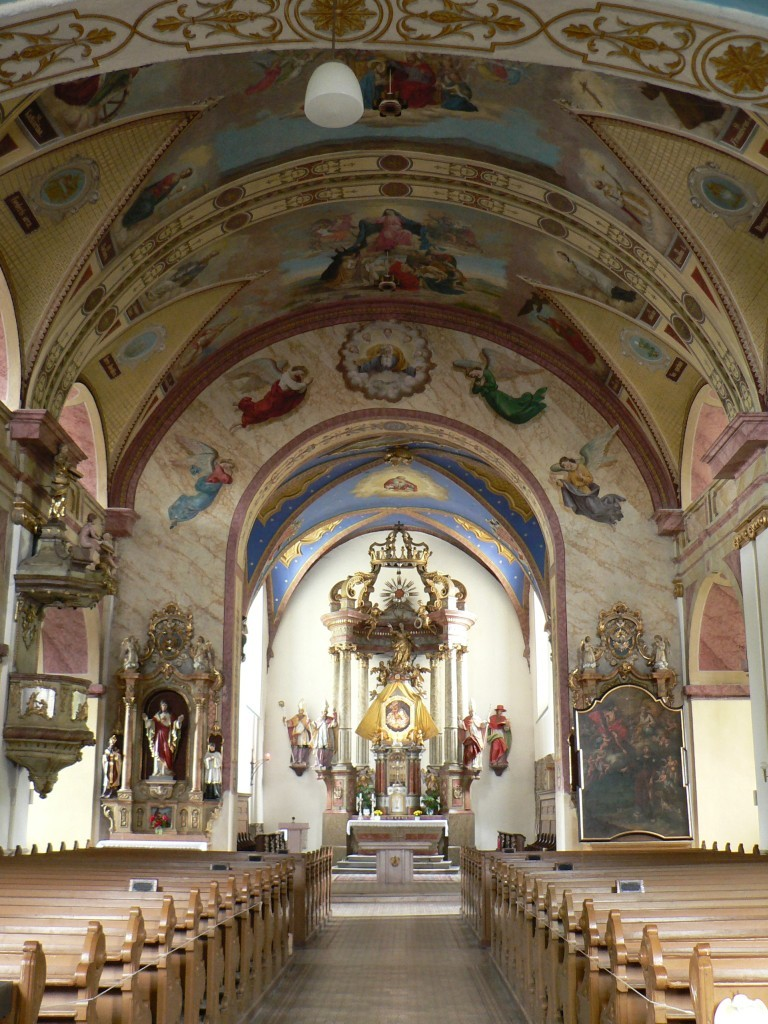
Interiér farního kostela

### Kulturní památky
- Městská památková zóna
- Farní kostel Nanebevzetí Panny Marie – původně gotický, barokně přestavěn po požáru roku 1699[12]
- Poutní kostel Panny Marie Pomocné – poutní kostel na úpatí Příčného vrchu ležící jižně od jádra města s křížovou cestou z roku 1774[12]
- Špitální kostel sv. Kříže
- Kaple sv. Rocha, ke které vede Křížová cesta
- Edelštejn, Leuchtenštejn a Koberštejn – zříceniny hradů
- Biskupská kupa (místními nazývaná Bišovka) s rozhlednou císaře Františka Josefa I.
- Zlatorudné mlýny a rozsáhlé pozůstatky po dolování na Příčném vrchu.[26] Zlatorudné mlýny stály na řece Olešnici. Původní stavba o výšce panelového domu se nedochovala, ale k dispozici je zmenšená replika se stroji a naučná stezka (údolí ztracených štol).
- Sanatorium Zlaté Hory – speleoterapie[27]
- Stará pošta – barokní stavba kolem roku 1700[12]
- Radnice – barokní a empírová stavba[12]
- soubor empírových a částečně barokních domů s renesančními jádry (čp. 22, 46, 67, 81, 88, 89, 93 ad.).[12]
- hotel Thamm z 30. let 19. století (dnes Thamm Hotel Praděd)

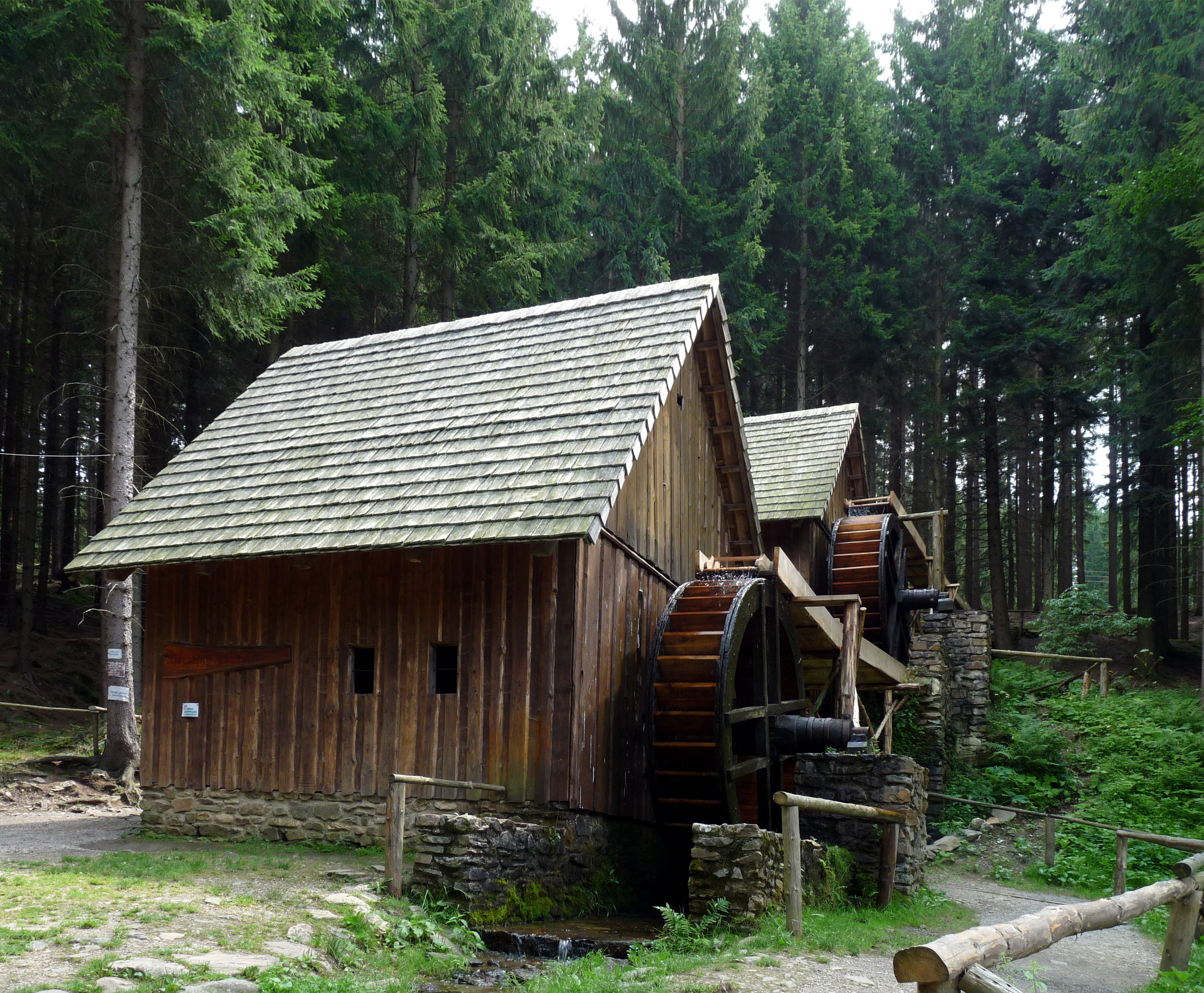
Zlatorudné mlýny v roce 2014

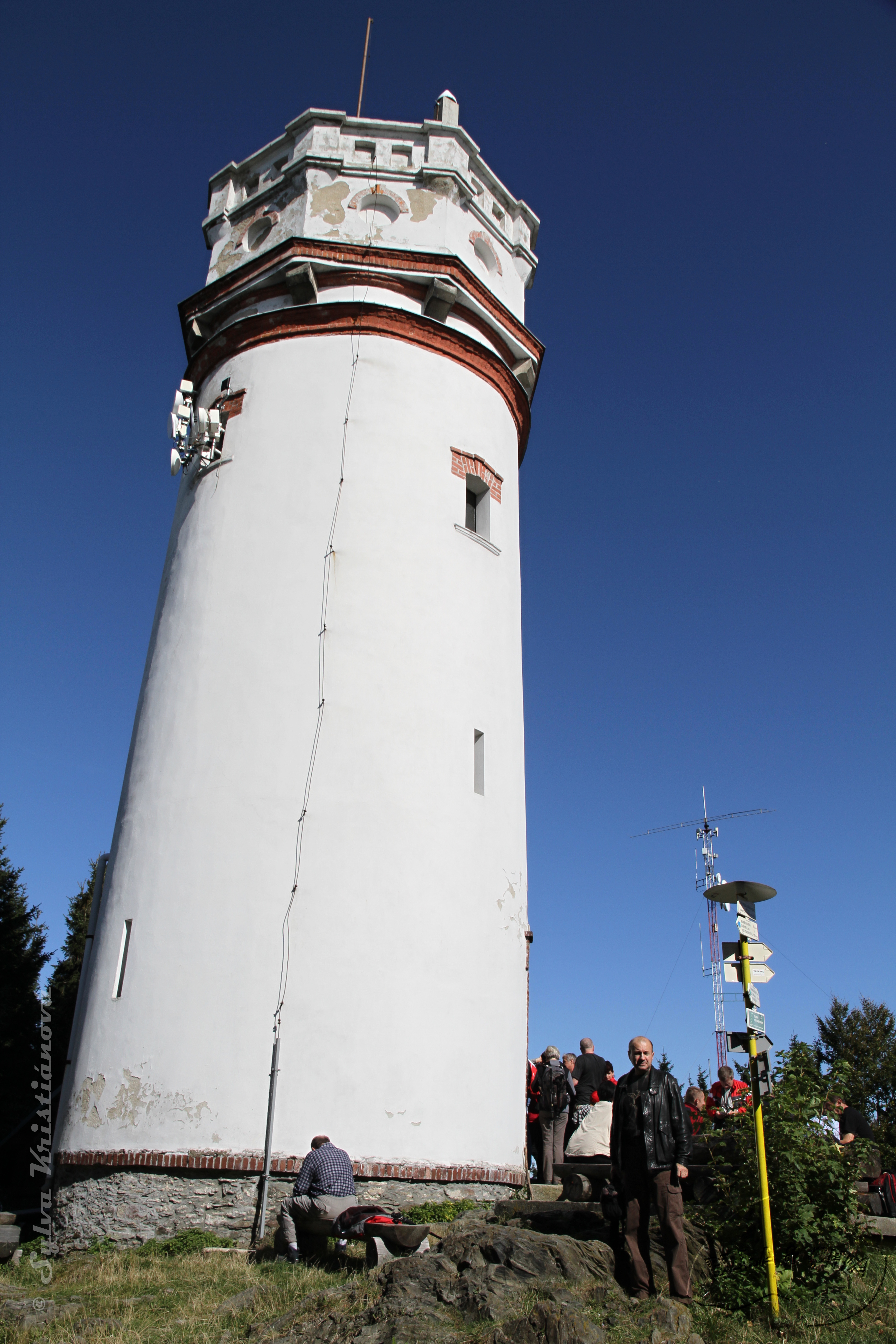
Biskupská kupa

### Přírodní památky
Asi 2 km na západ od města začíná CHKO Jeseníky, na severu na polské straně hranice leží Park Krajobrazowy Góry Opawskie (čes. CHKO Zlatohorská vrchovina) a asi 2 km JJV od města leží Přírodní památka Černé jezero.

## Rodáci
- Jindřich František Boblig z Edelstadtu (kolem 1611–1698), právník, inkvizitor, strůjce čarodějnických procesů ve Velkých Losinách a v Šumperku
- Joseph Templer (1805–1860), malíř, otec Rudolpha Templera a Franze Templera
- Rudolph Templer (1837–1905), malíř, syn Josepha Templera, bratr Franze Templera
- Franz Templer (1854–1930), malíř, syn Josepha Templera, bratr Rudolpha Templera
- Vinzenz Brauner (1877–1943), římskokatolický duchovní, starosta a mučedník nacistické totality
- Wilhelm Arbter (1831–1898), redaktor a publicista
- Viktor Emanuel Heeger (1858–1935), prozaik, dramatik, básník a organizátor kulturního života
- Julius Karl Hoffmann (1859–1917), historik a organizátor kulturního života
- Franz Tampusch (1801–1861), lesní odborník
- Albert Tampusch (1816–1898), politik a účastník revoluce 1848 ve Vídni
- Viktor Wolf (1867–1936), hudební skladatel
- Rudolf Löhner (1890–1971) německý sochař
- Kurt Knispel (1921–1945), německý tankista
- Victor Franke (1866–1936), poslední německý generálmajor koloniální armády v jihozápadní Africe
- Horst Marschner (1929–1996), mezinárodně uznávaný německý vědec v oblasti výživy rostlin
- Bernhard Kutzer (1794–1864), česko-polský sochař a malíř
- Carl Weiss (1925–2018), německý novinář
- Werner Ruzicka (nar. 1943), účastník LOH 1968 v boxu [28]

## Školství
Ve městě se nacházejí dvě mateřské školy, základní škola nižšího i vyššího stupně (1.–9. ročník) a Základní umělecká škola Franze Schuberta. Při léčebně Edel rovněž působí mateřská a základní škola pro dětské pacienty.

## Doprava
Zlaté Hory jsou napojeny na regionální železniční trať č. 297 (železniční trať Mikulovice – Zlaté Hory). Je zde konečná stanice této trati s názvem Zlaté Hory a zastávky Ondřejovice a Ondřejovice zastávka.
Městem procházejí:
- silnice II/445 ze Šternberka, Rýmařova, Vrbna pod Pradědem a Heřmanovic na státní hranici s Polskem na sever od města a dále jako silnice 411 do Hlucholaz a Nisy,
- silnice II/453 z Jeseníku přes Rejvíz, Dolní Údolí a Horní Údolí na Heřmanovice a Město Albrechtice,
- silnice II/454 z Dolního Údolí do Zlatých Hor, spojka silnic II/453 a II/457,
- silnice II/457 z Osoblahy, Janova a Petrovic na Mikulovice, Vidnavu, Javorník a dále na státní hranici, odkud pokračuje do polského města Lądek Zdrój,
- několik silnic III. třídy sloužících k místní komunikaci, například spojka Ondřejovice – Dolní Údolí.

## Partnerská města a obce
- Mikulovice, Česko
- Praha 1, Česko
- Vodňany, Česko
- Głuchołazy, Polsko
- Kętrzyn, Polsko